# Trèo cây Siberi
Trèo cây Siberi (Sitta arctica) là một loài chim thuộc họ Trèo cây. Sau một thời gian dài được coi là phân loài của Trèo cây Á Âu (S. europaea), nó đã được phân biệt thành loài riêng vào năm 2006 trên cơ sở hình thái học và các dấu hiệu phân tử. Về trung bình, nó lớn hơn so với loài trèo cây Á Âu và cũng khác ở một số đặc điểm hình thái như hình dạng của mỏ, kích thước móng vuốt, màu sắc phần dưới cánh và các lông bay đuôi bên ngoài. Tiếng kêu của nó cũng được mô tả là "khác biệt rõ rệt" với tiếng kêu của loài trèo cây Á Âu, mặc dù không được giải thích cụ thể.